# 崇安阿内蛛
崇安阿内蛛（学名：Anelosimus chonganicus）为球蛛科阿内蛛属的动物。在中国大陆，分布于福建等地。该物种的模式产地在福建崇安。